# Front large (parti, Chili)
Pour les articles homonymes, voir Front large.
Le Front large (en espagnol : Frente Amplio, abrégé en FA), est un parti politique chilien fondé en 2024, héritier de la coalition politique du Front large (2017-2024) et issu de la fusion des partis Convergence sociale (CS) et Révolution démocratique (RD).
Le parti est membre de l'Alliance gouvernementale avec le Socialisme démocratique dans le gouvernement du président Gabriel Boric, dont il est membre.

## Historique

### Création
Le 5 octobre 2023, le Front Large, coalition fondée le 21 janvier 2017, entame le processus de fusion de ses partis membres pour former une communauté politique unique.
Les partis du Révolution démocratique et Convergence sociale ont convoqué un référendum interne les 9 et 10 mars, où les militants ont été consultés sur leur approbation ou leur rejet de la fusion. Un peu plus de 10.000 personnes ont participé au processus, soit 16% des militants inscrits dans les partis. Le soutien envers la fusion a été exprimé par plus de 80% des votants,.
Le parti Comunes, qui participe à la fusion, n’a pas participé au référendum interne en raison du processus de dissolution auquel il était devant le Tribunal de qualification des élections (Tricel). Le 28 décembre 2023, le Service électoral du Chili (Servel) a demandé au Tribunal de dissoudre le parti Comunes, accusant ce dernier de manquements répétés au respect des délais de remise des bilans et des manquements graves au respect des financements et la réglementations des partis. En raison de cette demande, Comunes a été exclu du processus de fusion. Le parti a été officiellement dissous le 14 juin 2024.
Fin mars 2024, le logo du nouveau parti est présenté, conçu par Nicolás Binder (membre de Convergence social) et composé des lettres « FA » en bleu à côté d'une étoile rouge dans le coin supérieur droit. Après la controverse générée par le dessin - dans lequel il a été comparé au symbole de la campagne de l'option "Oui" lors du référendum de 1988, le parti décide de ne pas l'inclure dans les documents officiels de la fusion de RD et CS devant le Servel.
L'acte constitutif de la fusion de CS et RD a été signé le 19 avril 2024. Le 13 mai de la même année, le Servel a ordonné la publication d'un extrait dudit document, qui a lancé le processus de création du nouveau parti. Le 1er juillet, le Service électoral du Chili a confirmé la fusion des partis et la constitution du nouveau parti Front large.
Avec la fusion, le parti unique de la FA deviendra le groupe avec le plus de militants au Chili, avec 62 mille inscrits. 24

## Idéologie
Conformément à ses principes idéologiques statués en tant que parti politique, le Front large se déclare profondément démocrate et se définit comme un parti socialiste, féministe et écologiste. Il se déclare également en faveur d'un projet politique patriotique, latino-américain et internationaliste et proclame la liberté comme principe du parti (ainsi que la garantie des droits sociaux pour tous).
En outre, il déclare qu'il aspire à représenter les intérêts des secteurs populaires et à contribuer à la redistribution des richesses et propose d'œuvrer pour un pays décentralisé et diversifié. Il se définit comme un parti en faveur de la paix et contre la guerre et la violence, tout en reconnaissant le droit à la résistance et à la désobéissance contre la tyrannie et l'oppression. Mais également, le parti considère la probité et la transparence comme des valeurs essentielles pour sauvegarder la démocratie. Enfin, il se définit comme un parti intérieurement pluriel, qui s'appuie sur les expériences historiques de la gauche, avec l'espoir de construire un autre mode de vie.

## Direction

### Présidence
| Image | Nom                            | Début            | Fin             |
| ----- | ------------------------------ | ---------------- | --------------- |
|       | Diego Ibánez Cotroneo, intérim | 1er juillet 2024 | 14 juillet 2024 |
|       | Constanza Martínez Gil         | 14 juillet 2024  | En fonction     |

### Direction nationale
- Présidente : Constanza Martínez
- Secrétaire général : Andrés Couble
- Secrétaire exécutif : Simón Ramírez
- Trésorier : Yerko Cortés
- Secrétaire national aux contenus : Camila Miranda
- Secrétaire national de l'action territoriale et du déploiement : Sofía Fuentes
- Secrétaire national des Fronts : Catalina Cifuentes
- Secrétaire national de la Communication : Felipe Maltes
- Secrétaire national de la Formation : Bernarda Pérez
- Premier secrétaire exécutif : Damaris Astete
- Deuxième secrétaire exécutif : Javier Ahumada